# Mark Paston
Mark Paston (* 13. prosince 1976) je bývalý novozélandský fotbalový brankář a reprezentant, naposledy hrál za klub Wellington Phoenix FC.

## Reprezentační kariéra
V A-mužstvu Nového Zélandu debutoval v roce 1997.
Zúčastnil se MS 2010 v Jihoafrické republice.

## Úspěchy
- účastník MS 2010 v Jihoafrické republice (základní skupina)[1]
- účastník AFC-OFC Challenge Cupu 2004
- účastník Konfederačního poháru FIFA 2009